# باول مككارثي
باول مككارثي (بالإنجليزية: Paul McCarthy)‏ (و. 1945  م) هو فنان، ورسام، ونحات أمريكي، ولد في سولت ليك سيتي.

## التعليم
تعلم في جامعة يوتا، وتعلم في مدرسة USC روسكي للفنون الجميلة والتصميم ‏، وتعلم في معهد الفنون في سان فرانسيسكو
.

## روابط خارجية
- باول مككارثي على موقع مونزينجر (الألمانية)
- باول مككارثي على موقع ميوزك برينز (الإنجليزية)
- باول مككارثي على موقع ديسكوغز (الإنجليزية)